# Кидо, Маркис
Маркис Кидо (индон. Markis Kido; 11 августа 1984, Джакарта — 14 июня 2021, Тангеранг, Бантен) — индонезийский бадминтонист. Чемпион Олимпийских игр 2008 года в паре с соотечественником Хендра Сетиаваном. Экс первая ракетка мира в парном рейтинге.

## Карьера
В 2005 году с Хендрой Сетиаваном стал победителем чемпионата Азии по бадминтону и открытого чемпионата Индонезии в мужском парном разряде. В 2006 году они выиграли Спутник Джакарты, открытый чемпионат Гонконга и открытый чемпионат Китая по бадминтону. В 2007 году стали чемпионами мира, в финальном матче обыграв Джа Сунг Джунг и Ёнг Дай Ли, со счётом 21-19 21-19.

## Семья
Родители — Djumharbey Anwar (отец) and Yul Asteria Zakaria (мать). Брат, Bona Septano, и сестра, Pia Zebadiah Bernadet, также члены национальной сборной Индонезии по бадминтону. 
Скончался 14 июня 2021 года в возрасте 36 лет от сердечного приступа, произошедшего во время товарищеского матча по бадминтону. Кидо стал первым умершим олимпийским медалистом в Индонезии.